# Lorraine Laporte
Pour les articles homonymes, voir Laporte.
Lorraine Laporte-Landry (1942 – 18 juillet 1999) fut une juge influente au sein du système judiciaire du Québec. Elle fut la première épouse de l'ancien premier ministre du Québec Bernard Landry.
Elle a fait ses études à l'Université de Montréal et à l'École des hautes études commerciales de Montréal. En mars 1995, elle est nommée juge de la Cour du Québec. Confrontée aux accusations de l'opposition voulant qu'elle ait obtenu le poste avec l'influence de Landry, le gouvernement répond qu'elle a été choisie de la manière habituelle, par un comité de sélection indépendant.
Elle a formé des juges au Québec, en Belgique, en République tchèque et en Slovaquie.
Elle est morte du cancer en 1999.

## Source
- (en) Cet article est partiellement ou en totalité issu de l’article de Wikipédia en anglais intitulé « Lorraine Laporte-Landry » (voir la liste des auteurs).